# Sky Tower 41
Sky Tower 41 (яп. スカイタワー41 Сукаи Тава:41) — это полностью жилой, 41 этажный небоскрёб, кондоминиум, расположенный по адресу 658 Шимогавара, город Каминояма, префектура Ямагата, Япония. Это самое высокое здание в городе Каминояма, префектуре Ямагата и регионе Тохоку. Небоскрёб сильно выделяется, на фоне сельской местности.